# Waldeck Ornelas
Waldeck Vieira Ornélas GOMM (Ipiaú, 6 de junho de 1945) é um político e  advogado brasileiro. 
Foi secretário do Planejamento, Ciência e Tecnologia da Bahia nas décadas de 1980 e 1990; membro dos Conselhos Nacionais de Desenvolvimento Urbano e de Meio Ambiente; ministro da Previdência e Assistência Social (1998-2001), no governo Fernando Henrique Cardoso.
Na Assembleia Nacional Constituinte de 1987, atuou na subcomissão de Municípios e Regiões, sendo deputado Federal (1987-1995) e senador pela Bahia (1995-2003).

## Biografia

### Década de 1960
Em 1965, ingressou no curso de Direito da Universidade Federal da Bahia (UFBA); TDE – Treinamento em Desenvolvimento Econômico – CEPAL/ILPES; especialista em Planejamento Urbano-Regional pela Universidad Nacional de Ingeniería, Lima – Peru, onde foi bolsista da OEA. 
No mesmo ano, começou a trabalhar no Serviço Público da Prefeitura Municipal de Salvador, como oficial de gabinete na Secretaria de Viação e Obras Públicas, exercendo o cargo até 1970.
Em 1969, formou-se no curso de Direito. No mesmo ano, iniciou o curso de Ciências Sociais na mesma instituição, mas não o concluiu.

### Década de 1970
Em 1970, começou a trabalhar como assessor técnico da Secretaria de Urbanização e Obras Públicas na Prefeitura Municipal de Salvador, exercendo o cargo até 1971.
Em 1971, fez o curso de treinamento em Problemas do Desenvolvimento Econômico, da Comissão Econômica para a América Latina (CEPAL); tornou-se diretor da Divisão de Estatística Social e Demográfica do Departamento Estadual de Estatística (DEE), na Bahia; e foi assessor do Departamento de Estatística da Secretaria do Planejamento, Ciência e Tecnologia da Bahia.
Em 1973, fez o curso Proyecto Interamericano de Adiestramiento en Planificación Ubano-Regional, em Lima, no Peru, após receber uma bolsa de estudos pela Organização dos Estados Americanos (OEA).
Em 1975, tornou-se assistente de diretor do Órgão Central de Planejamento da Prefeitura Municipal de Salvador, exercendo o cargo até 1976.
Em 1977, foi coordenador de projetos da CLAN S.A. Consultoria e Planejamento, em Salvador, permanecendo na função até 1979.
Em 1979, assumiu o cargo de diretor executivo do Centro de Planejamento da Bahia (Ceplab), que era ligado à Secretaria de Planejamento, Ciência e Tecnologia do estado, até 1981.

### Década de 1980
Em 1981, foi superintendente de planejamento do Banco de Desenvolvimento da Bahia (Desenbanco), durante a metade do segundo mandato do governador baiano Antônio Carlos Magalhães (1978-1982), até 1982.
Ao longo de sua atividade profissional e administrativa, coordenou o Plano de Desenvolvimento Urbano de Porto Seguro-Cabrália; foi coordenador técnico do PLANDURB, que marcou a retomada das atividades de planejamento urbano em Salvador – Bahia; criou o programa de Ocupação Econômica do Oeste baiano (1980) e coordenou o Programa de Recuperação do Pelourinho, Centro Histórico de Salvador (1992-1994). 
Em 1983, assumiu a Secretaria de Planejamento, Ciência e Tecnologia, durante toda a gestão de João Durval Carneiro (1983-1987), após ter sido indicado por Antônio Carlos Magalhães.
Em 1984, também foi membro do Conselho Nacional de Desenvolvimento Urbano (CNDU), até 1986.
Em 1985, foi representante do governo da Bahia junto ao Banco Mundial.

#### Assembleia Nacional Constituinte de 1987
Em 1986, deu início à sua carreira política pelo Partido da Frente Liberal (PFL) e concorreu a uma cadeira na Câmara dos Deputados.
Em 1987, foi empossado em fevereiro como Deputado Federal, tendo sido o último colocado entre os parlamentares eleitos pela Bahia, foi empossado a uma cadeira na Câmara pelo Partido da Frente Liberal (PFL), com um discurso dito liberal-progressista, mas assumiu compromissos com as forças conservadoras da Bahia, assim como seu líder, Antônio Carlos Magalhães.
Na Assembleia Nacional Constituinte (ANC), foi membro titular da Subcomissão dos Municípios e Regiões da Comissão da Organização do Estado, além de membro suplente da Subcomissão de Tributos, Participação e Distribuição das Receitas da Comissão do Sistema Tributário, Orçamento e Finanças.
Nas principais votações da Assembleia Nacional Constituinte (ANC), posicionou-se favoravelmente quanto à proteção do emprego através de lei complementar, à pluralidade sindical, ao presidencialismo e ao mandato de cinco anos para o presidente José Sarney (1985-1990), enquanto se manteve contrário às questões pautadas por movimentos populares e sindicais.
Em 1988, após a promulgação da nova Constituição, tornou-se presidente da Comissão Mista (Câmara e Senado) sobre a dívida externa; membro titular das comissões de Defesa do Consumidor, de Defesa do Meio Ambiente e de Defesa de Desenvolvimento Urbano, Interior e Índio; e membro suplente da Comissão de Trabalho.

### Década de 1990
Em 1990, tornou-se membro titular da Comissão de Viação, Transportes, Desenvolvimento Urbano e Interior e da Comissão Parlamentar de Inquérito (CPI) sobre a concessão do controle acionário da NEC Brasil e o envolvimento do Ministério da Comunicação e da Telebras; além de tornar-se membro suplente da Comissão de Finanças e Tributação.
Em 1991, foi reeleito para um segundo mandato como deputado federal, também pelo PFL, sendo o quarto mais votado do Estado, mas licenciou seu mandato para exercer o cargo de secretário de Planejamento, Ciência e Tecnologia da Bahia, durante o terceiro governo de Antônio Carlos Magalhães (1991-1994). Quem ocupou sua vaga na Câmara foi Jairo Carneiro.
Em 1993, viajou para o México, com o objetivo de estudar e conhecer programas de desenvolvimento social implementados no país.

#### Senador
Em 1994, voltou à Câmara e elegeu-se para uma das duas vagas no Senado, mais uma vez pelo PFL.
Em 1995, foi empossado no Senado, novamente ao lado de Antônio Carlos Magalhães, que conseguiu a outra vaga restante. Tornou-se membro titular das comissões de Assuntos Sociais e de Educação e membro suplente das comissões de Assuntos Econômicos e de Serviços de Infraestrutura.
Em 1995, durante as votações das emendas constitucionais propostas pelo governo Fernando Henrique Cardoso, foi favorável à quebra do monopólio dos governos estaduais na distribuição de gás canalizado, à mudança no conceito de empresa nacional, à quebra do monopólio das embarcações nacionais na navegação de cabotagem, à quebra do monopólio estatal das telecomunicações, à quebra do monopólio da Petrobras na exploração e petróleo e à criação da Contribuição Provisória sobre Movimentação Financeira (CPMF), um imposto de 0,2% sobre transações bancárias para complementar fonte de recursos para a saúde.
Em 1996, foi relator da Comissão de Políticas para o Desenvolvimento do Nordeste no Senado e da Comissão Mista de Orçamento. Votou a favor da prorrogação do Fundo Social de Emergência (FSE) —mais tarde, Fundo de Estabilização Fiscal (FEF) —, que permitia que o governo gastasse 20% de arrecadação de impostos para outros fins que não fossem educação e saúde; e defendeu a concessão de incentivos fiscais por meio do governo federal para empresas que se instalassem no Nordeste, visando uma política de desenvolvimento da região.
Ainda em 1996, com mais três senadores do PFL, se posicionou de maneira contrária ao projeto de lei apresentado pelo deputado federal Luciano Zica, do Partido dos Trabalhadores (PT), de São Paulo, que propunha a anistia da multa imposta pelo Tribunal Superior do Trabalho (TST) ao Sindicato dos Petroleiros, em decorrência da greve do setor que ocorreu entre maio e junho de 1995.
Em 1997, foi relator da Comissão de Assuntos Econômicos do Senado e da Comissão de Assuntos Sociais. Votou favorável à emenda da reeleição para presidente da República, governadores e prefeitos; à reforma da previdência, que acabou com a aposentadoria por tempo de serviço; ao empréstimo para refinanciamento da dívida do estado de São Paulo; e ao projeto de regulamentação do contrato de trabalho por tempo determinado.
Em 1998, com o aval de Antônio Carlos Magalhães, que na época era presidente do Senado, tornou-se ministro da Previdência Social, substituindo Reinhold Stephanes e exercendo seu cargo até 2001. Sua vaga como senador foi ocupada por Djalma Bessa.
Em 1998, se posicionou a favor da permissão de demissão de servidores públicos por mau desempenho ou excesso de gastos com a folha de pagamento; do estabelecimento de um teto salarial para o serviço público.
No ano seguinte, como ministro, Waldeck foi admitido pelo presidente Fernando Henrique Cardoso à Ordem do Mérito Militar no grau de Grande-Oficial especial.
Em 1999, escreveu Novo Rumo Para A Previdência Brasileira, na Revista do BNDES, com Solange Paiva Vieira.

### Últimos anos
Em 2001, deixou o Ministério a Previdência e retomou sua cadeira no Senado, tornando-se titular das Comissões Especiais do Rio São Francisco e Brasil/Canadá.
Nos últimos anos, tem realizado atividades na área do desenvolvimento regional, municipal e urbano, tendo trabalhado, como pesquisador FIPE, no Plano Salvador 500 e no Plano Diretor de Desenvolvimento Municipal de Mata de São João (BA). 
Autor de Cidades e Municípios: gestão e planejamento (Vernasce, 2020). Colaborador de jornais nacionais e estaduais, escreve regularmente para o Correio (Salvador – Bahia) e para os blogs Bahia Econômica e BE News. 
Atualmente é consultor associado do Instituto Desenvolve Bahia.

## Vida pessoal
Waldeck Vieira Ornelas é filho de Valdemiro Ornelas e Odília Néri Ornelas, nascido na cidade de Ipiaú, na Bahia, no dia 6 de julho de 1945.
Em 1965, morou em Salvador, quando ingressou no curso de Direito pela Universidade Federal da Bahia (UFBA), concluído em 1969. No ano seguinte de formado, já começou a trabalhar no Serviço Público da cidade.
Por sua constante atuação junto ao Estado, tornou-se uma figura pública conhecida e decidiu iniciar sua carreira política em 1986.
Casou-se com Antonina de Jesus  e teve dois filhos.

## Trabalhos Publicados
Livros
- Cidades e Municípios: Gestão e Planejamento; Vernasce, 2020. 110p.
- Desatando o Nó da Previdência. Brasília: Senado Federal, 2002. 374p.

Artigos em livros e revistas técnicas
- O Banco do Nordeste, o Nordeste e o BNDES – in A Promoção do Desenvolvimento: os 50 anos do BNDES e do Banco do Nordeste/João Paulo dos Reis Veloso (organizador) – Rio de Janeiro: José Olympio, 2003.
- Reformas a la seguridade social em Brasil – in Revista CIESS. V. 1 - México, D.F., Centro Interamericano de Estudios en Seguridad Social, julio 2001.
- A Previdência Social em fase de transição, in A Crise Mundial e a Nova Agenda do Crescimento/João Paulo dos Reis Veloso (coordenador) – Rio de Janeiro: José Olympio, 1999.
- Novo Rumo para a Previdência Brasileira (em colaboração com Solange Paiva Vieira) - in Revista do BNDES: Rio de Janeiro, Banco Nacional de Desenvolvimento Econômico e Social, dezembro/1999.
- As novas regras da Previdência Social (em colaboração com Solange Paiva Vieira) - in Conjuntura Econômica. Vol. 53, n. 11 - Rio de Janeiro: Fundação Getúlio Vargas, novembro/1999.
- A Problemática Institucional de Eunápolis: natureza e critério de abordagem - in Boletim IURAM: Salvador, Instituto de Urbanismo e Administração Municipal, dezembro/1974-fevereiro/1975.
- Urbanização versus Municipalismo no Brasil: notas sobre uma dupla problemática - in Planejamento na Bahia, SEPLANTEC, Salvador, vol. II, nº 1, janeiro-fevereiro/74;
- Planejamento Territorial - Considerações sobre o caso baiano (em colaboração com Sylvio Bandeira de Mello), 1º Encontro de Planejamento e Desenvolvimento Regional, São Paulo, 26 a 28 de agosto de 1974 – in Anais, Secretaria de Economia e Planejamento do Estado de São Paulo, São Paulo, 1975 e Planejamento na Bahia, SEPLANTEC, Salvador, vol. II, nº5/6, setembro-dezembro/74;

Relatórios técnicos
- Camaçari – Apontamentos para um Plano Estratégico de Desenvolvimento. 2018, 17pg.
- Comissão de Acompanhamento do Projeto de Revitalização do Rio São Francisco (Relator). Brasília: Senado Federal, 2002.
- Comissão “El Niño” (Relator). Brasília: Senado Federal, 1997.
- Comissão Especial para o Desenvolvimento do Vale do São Francisco (Relator), 2 vol. Brasília: Senado Federal, 1995.
- Ocupação Econômica do Oeste: programa básico (Coordenador), Salvador: CEPLAB, 1980. 71p.
- Cruz das Almas: Plano Diretor Urbano-Habitacional de Apoio ao Sistema UFBA-EMBRAPA, (Coordenador – CLAN S.A. Consultoria e Planejamento) – UFBA/EMBRAPA/CEDURB. Salvador, 1979, 3 vol.;
- Política de Distritos Industriais para o Estado da Bahia (Coordenador – CLAN S.A. Consultoria e Planejamento), Secretaria da Indústria e Comércio do Estado da Bahia. Salvador,1978;
- Plano de Desenvolvimento Urbano - PLANDURB: sobre o Processo de Planejamento (em colaboração com Heliodório Sampaio), Cadernos OCEPLAN, Série Documentos de Trabalho 1, Órgão Central de Planejamento, Prefeitura Municipal de Salvador, setembro/75;
- Porto Seguro/Cabrália - Plano de Desenvolvimento Urbano (Coordenador). Secretaria do Planejamento, Ciência e Tecnologia do Estado da Bahia, 1974.
- PLANDURB – Definição da 1ª Etapa (em colaboração com Heliodório Sampaio). Cadernos OCEPLAN, Série Documentos de Trabalho 2, Salvador, Órgão Central de Planejamento, Prefeitura Municipal de Salvador, setembro/75.
- Separatas (Constituinte, Câmara dos Deputados e Senado Federal)
- Cruzada pelo São Francisco. Brasília: Senado Federal, 2001.
- 500 anos do rio São Francisco. Brasília: Senado Federal, 2001.
- União pelo São Francisco. Brasília: Senado Federal, 2001.
- A Nova Previdência Brasileira. Brasília: Senado Federal, 2001
- Agenda para o São Francisco. Brasília: Senado Federal, Centro Gráfico, 1996.
- Nordeste, Terceiro Brasil. Brasília: Senado Federal, Centro Gráfico, 1996, 80p.
- O Sul da Bahia Tem Solução: uma proposta para romper a inércia. Brasília: Câmara dos Deputados, Coordenação de Publicações, 1990. 47p.;
- A Bahia Mudou. Brasília: Câmara dos Deputados, Coordenação de Publicações, 1989. 43p;
- Anistia para os Municípios. Brasília; Assembleia Nacional Constituinte, 1987.11p.

Jornais

Colaborador de vários jornais nacionais e estaduais. Atualmente escreve para o Correio (Salvador – Bahia) e os blogs Bahia Econômica e BE News. 